# Acta Botanica Indica
Acta Botanica Indica (abreviado Acta Bot. Indica) es una revista con ilustraciones y descripciones botánicas que es publicada en Meerut  desde 1973 hasta ahora.